# Damrong Rajanubhab
Prince Tisavarakumarn, ou prince Damrong Rajanubhab (en thaï : สมเด็จพระเจ้าบรมวงศ์เธอ พระองค์เจ้าดิศวรกุมาร กรมพระยาดำรงราชานุภาพ ; RTGS : Somdet Phrachao Borommawongthoe Phra-ongchao Ditsawarakuman Kromphraya Damrongrachanuphap) ou plus communément Prince Damrong, né le 21 juin 1862 et décédé le 1er décembre 1943, est le fondateur du système éducatif thaïlandais moderne ainsi que de l'administration provinciale moderne. C'était un autodidacte, un homme d’État, un historien considéré comme le père de l'Histoire de la Thaïlande et l'un des intellectuels thaïlandais les plus influents de son temps. Son œuvre scientifique, qui couvre les domaines de l'histoire, de la littérature, de la religion, des mœurs et coutumes, constitue un fonds monumental où chercheurs locaux et étrangers (M. C. Subhadradis Diskul, George Cœdès, Charles Archaimbault, etc.) puisent abondamment pour leurs études.
Né comme Phra Ong Chao Tisavarakumarn (พระองค์เจ้า ดิ ศ วร กุมาร; « Prince Tisavarakumarn »), un fils du roi Mongkut avec le consort Chum (เจ้าจอมมารดา ชุ่ม; Chao Chom Manda Chum), une épouse royale moindre ; il a d'abord appris le thaï et le pali auprès de tuteurs privés, et l'anglais à la Royal School avec M. Francis George Patterson. À l'âge de 14 ans, il a reçu son éducation formelle dans une école spéciale du palais créée par son demi-frère, le roi Chulalongkorn. Il a reçu des postes dans l'administration royale à un âge précoce, devenant le commandant du Royal Guards Regiment en 1880 à l'âge de 18 ans, et après plusieurs années, il a travaillé à la construction d'écoles militaires ainsi qu'à la modernisation de l'armée en général. En 1887, il est nommé grand-officier de l'armée (commandant en chef). En même temps, il est choisi par le roi pour devenir ministre de l'Éducation dans son cabinet provisoire. Lorsque le roi Chulalongkorn a commencé son programme de réforme administrative en 1892, le prince Damrong a été choisi pour diriger le ministère du Nord (Mahatthai), qui a été converti en ministère de l'Intérieur en 1894.
À l'époque où il était ministre, il a complètement remanié l'administration provinciale. De nombreuses provinces mineures ont été fusionnées en provinces plus grandes, les gouverneurs provinciaux ont perdu la plus grande partie de leur autonomie lorsque le poste a été converti en un poste nommé et salarié par le ministère, et une nouvelle division administrative - le monthon (cercle) couvrant plusieurs provinces - a été créée. Une formation formelle du personnel administratif a été introduite. Le prince Damrong était parmi les conseillers les plus importants du roi et considéré comme le deuxième au pouvoir après lui.

## Écrits
Le prince Damrong a écrit d'innombrables livres et articles, dont seuls quelques-uns sont disponibles en traduction anglaise :
- Nos guerres avec les Birmans: conflit entre la Thaïlande et la Birmanie 1539–1767 , (ISBN 974-7534-58-4)
- Voyage à travers la Birmanie en 1936: un regard sur la culture, l'histoire et les institutions , (ISBN 974-8358-85-2)
- Stories of Archaeology: A Collection of True Stories, (Titre en thaï: นิทาน โบราณคดี) , (ISBN 978-616-514-533-6)
- H. R. H. Prince Damrong, « The Foundation of Ayuthia », Journal of the Siam Society, Siam Heritage Trust, vol. JSS Vol. 1.0e, no digital,‎ 1904 (lire en ligne)
- Arnold Wright, Twentieth century impressions of Siam, London&c, Lloyds Greater Britain Publishing Company, 2008 (1re éd. 1908) (lire en ligne) pour lequel le prince Damrong a offert des conseils et des images.

## Honneurs

### Honneurs nationaux
Le prince Damrong a reçu ces honneurs et médailles du système des distinctions honorifiques :
- Thaïlande :
  -  Chevalier de l'Ordre de la Dynastie Chakri (1886)[4]
  -  Chevalier de l'Ordre de la Neuf gemmes(1901)[5]
  -  Chevalier Grand Cordon (Classe Spéciale) de l'Ordre de la Chula Chom Klao (1900)[6]
  -  Chevalier de l'ordre du mérite Ratana Varabhorn (1911)[7]
  -  Chevalier Grand-Croix (1re classe) de l'Ordre de la Chula Chom Klao (1893)[8]
  -  Chevalier Grand Cordon (Classe Spéciale) de l'Ordre de l'Éléphant blanc (1913)[9]
  -  Chevalier Grand Cordon (Classe Spéciale) de l'Ordre de la Couronne de Thaïlande (1923)[10]
  -  Chevalier Grand-Croix (1re classe) de l'Ordre de l'Éléphant blanc (1893)[11]
  -  Chevalier Grand-Croix (1re classe) de l'Ordre de la Couronne de Thaïlande (1888)[12]
  -  Chevalier commandant (2e classe) de l'Ordre de l'Éléphant blanc (1890)[13]
  -  Chevalier commandant (2e classe) de l'Ordre de la Couronne de Thaïlande (1886)[4]
  -  Commandant (3e classe) de l'Ordre de la Couronne de Thaïlande (1885)[14]
  -  Compagnon (4e classe) de l'Ordre de la Couronne de Thaïlande (1885)[15]
  -  Récipiendaire de l'Ordre Vajira Mala (1911)[16]
  -  Récipiendaire de la médaille Dushdi Mala (division militaire et civile) (1893)[17]
  -  Récipiendaire de la médaille Chakra Mala (1893)[18]
  -  Récipiendaire de la médaille Saratul Mala (1925)
  -  Récipiendaire de la médaille Royal Cypher du roi Rama IV (1904)[19]
  -  Récipiendaire de la médaille Royal Cypher du roi Rama V (1908)[20]
  -  Récipiendaire de la médaille Royal Cypher du roi Rama VI (1910)[21]
  -  Récipiendaire de la médaille Royal Cypher du roi Rama VII (1926)[22]
  -  Médaille de la reine (1898)[23]
  -  Récipiendaire de la médaille du couronnement du roi Rama VII (1926)[24]

### Distinctions étrangères
- Empire russe :
  -  Chevalier 1re classe de l'Ordre de Saint-Alexandre Nevski (1892)[25]
  -  Chevalier 1re classe de l'ordre de Sainte-Anne (1892)[25]
- Empire allemand :
  -  Grand-croix de l'Ordre de l'Aigle rouge (1892)[25]
- Empire ottoman :
  -  1re classe de l'Ordre de l'Osmaniye (1892)[25]
- Royaume d'Italie :
  -  Chevalier Grand-Croix de l'Ordre des Saints-Maurice-et-Lazare (1892)[25]
  -  Grand-croix de l'Ordre de la Couronne d'Italie (1896)[26]
- Royaume de Grèce :
  -  Grand-croix de l'Ordre du Sauveur (1892)[25]
- Danemark :
  -  Grand-croix de l'Ordre de Dannebrog (1892)[25]
  -  Chevalier de l'Ordre de l'Éléphant (1930)
- France :
  -  Grand officier de l'Ordre national de la Légion d'honneur (1892)[25]
- Japon :
  -  Grand Cordon de l'Ordre du Soleil levant (1895)[27]